# Guillermina Lozano
Guillermina „Gigi“ Lozano (* in East Chicago, Indiana) ist eine US-amerikanische Genetikerin.
Lozano ist vor allem für ihre Arbeiten zum Tumorsuppressor p53 bekannt. So konnte sie zeigen, dass p53 ein Transkriptionsfaktor ist.
Lozano ist das Kind mexikanischer Einwanderer. Sie erwarb 1979 an der University of Texas–Pan American (heute University of Texas Rio Grande Valley) einen Bachelor in Biologie und Mathematik und 1986 an der Rutgers University und der University of Medicine and Dentistry of New Jersey einen Ph.D. in Biochemie. Als Postdoktorandin arbeitete sie bei Arnold J. Levine an der Princeton University. Seit 1987 gehört Lozano zum Lehrkörper des University of Texas MD Anderson Cancer Center. Hier ist sie (Stand 2020) Leiterin der Genetik und Professorin für Onkologie und Dozentin an der UTHealth Graduate School of Biomedical Sciences.
Lozano hat laut Datenbank Scopus einen h-Index von 69 (Stand September 2020).

## Auszeichnungen (Auswahl)
- 2010 Fellow der American Association for the Advancement of Science
- 2014 Mitglied der National Academy of Medicine[3]
- 2017 Mitglied der National Academy of Sciences[4]
- 2020 Mitglied der American Academy of Arts and Sciences[5]